# Nestereanka, Orihiv
Nestereanka (în ucraineană Нестерянка) este o comună în raionul Orihiv, regiunea Zaporijjea, Ucraina, formată numai din satul de reședință.

## Demografie
Componența lingvistică a comunei Nestereanka
     Ucraineană (84,61%)
     Rusă (14,81%)
     Alte limbi (0,19%)
Conform recensământului din 2001, majoritatea populației comunei Nestereanka era vorbitoare de ucraineană (84,61%), existând în minoritate și vorbitori de rusă (14,81%).